# Бабиков, Иван Андреевич
Иван Андреевич Бабиков (10 апреля 1887, Камбарка, Пермская губерния — 1965) — участник революционного движения и Гражданской войны в России, максималист.

## Биография
В 1905—1908 годах был членом Камбарской организации ПСР. В мае 1917 года возглавил Камбарскую организацию ССРМ. В сентябре 1917 года стал депутатом Камбарского совета. В ноябре 1917 — мае 1918 годов был комиссаром Красной гвардии Камбарского завода, участник установления советской власти в Вятской и Пермской губерниях. В марте 1918 года делегат Пермского губернского съезда Советов.
В июле 1918 года — организатор Камбарской советской боевой дружины. С сентября 1918 года — в партизанском отряде Е. С. Колчина, с октября — в составе 55-й Уральской дивизии 3-й армии Восточного фронта, участник подавления Ижевско-Воткинского восстания. В декабре 1918 года председатель Камбарского ЧК. Член РКП(б). В период Гражданской войны в апреле-июле 1919 года участник эвакуации учреждений Камбарки в село Шихрани, Казанская губерния (ныне город Канаш), в июле 1919 года исключён из РКП(б) как бывший максималист. В 1925—1934 годах депутат Камбарского поселкового совета, народный заседатель, член ревизионной комиссии кооперативной организации, член общества бывших красногвардейцев и красных партизан.
В годы советской власти преследовался как бывший максималист. 31 июля 1938 года арестован, в следующем году 12 апреля осуждён на три года. Реабилитирован 28 сентября 1961 года.
Отец Андрей Гурьянович и младший брат Александр (1907—1918), которые также были революционерами, были арестованы в ходе Ижевско-Воткинского восстания и расстреляны.

### Память
В городе Заполярный (Мурманская область) есть улица Бабикова.